# Prototyphis eos
Prototyphis eos är en snäckart som först beskrevs av Hutton 1873.  Prototyphis eos ingår i släktet Prototyphis och familjen Typhidae. Inga underarter finns listade i Catalogue of Life.